# Gefecht bei Oberhausen
Ostrach – Feldkirch – Stockach I – Verona – Magnano – Cassano d’Adda – Bassignana – Frauenfeld – Winterthur – Zürich I – Trebbia – Mantua – Novi – Döttingen - Vlieter – Bergen – Gotthardpass – Teufelsbrücke – Dietikon – Zürich II – Linth – Muotatal – Näfels – Egmont – Castricum - Genola – Wiesloch – Genua – Rheinklingen – Engen – Stockach II –  Meßkirch – Biberach II – Montebello – Marengo – Höchstädt – Oberhausen – Brión – Hohenlinden – Walserfeld – Pozzolo – Kopenhagen – Algeciras I – Algeciras II
Das Gefecht bei Oberhausen (auch: Gefecht bei Neuburg) fand am 27. Juni 1800 zwischen französischen Truppen unter General Jean Victor Moreau und österreichischen Truppen vor dem Hintergrund des Zweiten Koalitionskrieges statt. Die Österreicher waren am 26. Juni über die Donau gesetzt, hatten Stellung südlich und nördlich von Neuburg an der Donau genommen und die Anhöhe zwischen Oberhausen und Unterhausen besetzt. Am 27. Juni 1800 griffen die Franzosen die Stellung erfolgreich an. Zu den Toten zählten der französische Oberst der 46. Halbbrigade der Infanterie Forty und der Kommandeur der französischen Grenadiere Théophile Malo Corret de la Tour d’Auvergne, kurz La Tour.

## Denkmal
Heute erinnert das La-Tour-Denkmal, welches 1800 entstand, an die Schlacht. Das Grundstück von 286 Quadratmetern ist Eigentum des französischen Staates. Das Denkmal steht auf einem Hügel bei Oberhausen und ist nur 1000 Meter von der Kaiserburg-Ruine entfernt. Ursprünglich diente es als Grabmal für La Tour. Dieser wurde jedoch 1889 exhumiert und in das Panthéon nach Paris überführt, wobei das Herz in den Invalidendom gebracht wurde. Von dem 445 m ü. NHN hohen Hügel hat man einen guten Ausblick über den Landkreis Neuburg-Schrobenhausen bis ins bayerische Schwaben hinüber.

## Bilder

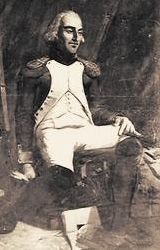
Der französische General Théophile Malo Corret de la Tour d’Auvergne
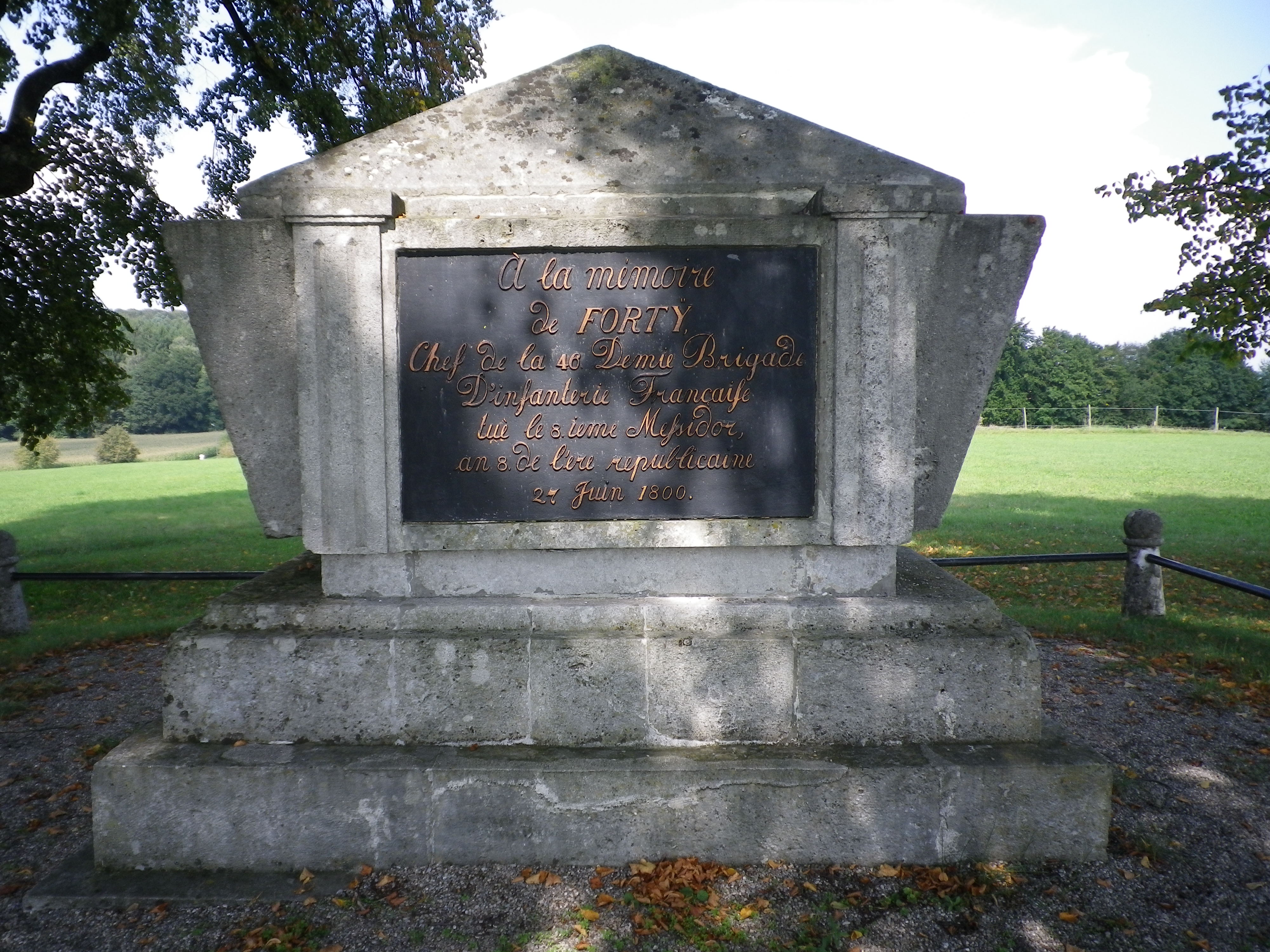
Das La-Tour-Denkmal bei Oberhausen

## Die Inschriften auf den Gedenktafeln
Nordseite:
Zur Erinnerung an • Latour D’Auvergne, • Erster Grenadier Frankreichs, • gefallen am 8. Messidor • im 8. Jahr der Republik • 27. Juni 1800
Südseite:
Zur Erinnerung  • an Forty, • Kommandeur der • 46. Halbbrigade •  der französischen Infanterie •  gefallen am 8. Messidor • im 8. Jahr der Republik • 27. Juni 1800